# Bon Dia TV
Bon Dia TV és un canal de televisió generalista en català per als catalanoparlants a l'estranger amb continguts audiovisuals d'arreu dels Països Catalans creat per la Corporació Catalana de Mitjans Audiovisuals, la Corporació Valenciana de Mitjans de Comunicació i l'Ens Públic de Radiotelevisió de les Illes Balears. La seva primera emissió va tenir lloc el 27 de novembre de 2018.
Aquesta televisió pretén aglutinar tot el contingut català de les diverses televisions en un sol mitjà amb contingut de proximitat. La programació té un clar caràcter social i cultural i està conformada per documentals, sèries, llargmetratges, programes de viatges, cuina, literatura, cultura, ciència, tradicions i esports.
El 22 de gener de 2018 la Generalitat de Catalunya i el Govern de les Illes Balears signen l'objectiu de crear un espai de televisió en català. El 27 de febrer de 2021 s'anuncià que el consell rector de la Corporació Valenciana de Mitjans de Comunicació havia aprovat l'adhesió d'À Punt a Bon Dia TV, canal d'internet que fins llavors compartien TV3 i IB3 i el 19 de novembre del mateix any es va fer efectiva la seua adhesió.